# Sara Casasnovas Pumar
Sara Casasnovas Pumar (Ourense, Galícia, 3 de maig del 1984) és una actriu gallega.

## Filmografia

### Televisió
| Sèries - (2004): A miña sogra e máis eu - (2004-2006): El Comisario - (2005): As leis de Celavella - (2005): A vida por diante - (2005): Maridos e mulleres - (2006): Mesa para cinco - (2007):SMS - (2007-2008): Amar en tiempos revueltos - (2008): La chica de ayer - (2009): Hospital Central - (2022): Chegar á casa. O infiel galego | TV Movies - (2005): La Atlántida - (2008): ¿Quien mato a Hipolito Roldan? - (2012): Gernika bajo las bombas |

### Cinema
| Llargmetratges - (2011): Arriya | Curtmetratges - (2005): Retrato - (2005): Te encontré - (2006): Atopeite - (2006): Por el amor de Dios - (2007): AM:PM - (2009): Adiós muñeca |

### Teatre
- (2003): Rulfo, polo pequeno ceo da porta
- (2005): Feeling x feeling
- (2006): Feeverismo
- (2007): Romeo e Xulieta
- (2009): La noche de la iguana
- (2010): Electra (Teatro Romano de Mérida) i Teatro Español
- (2013): Las circunstancias de Gaspar i Rimbaud
- (2013): Paradero desconocido

## Premis i nominacions
| Any  | Premi                                                                         | Categoria                                                                       | Títol                     | Resultat   |
| ---- | ----------------------------------------------------------------------------- | ------------------------------------------------------------------------------- | ------------------------- | ---------- |
| 2007 | Premios Fetega(Festival de teatre gallec)                                     | Millor actriu                                                                   | Romeo y Julieta           | Guanyadora |
| 2008 | Premis TP d'Oro                                                               | Millor actriu de televisió                                                      | Amar en tiempos revueltos | Nominada   |
| 2008 | Festival de MONTECARLO.                                                       | Millor actriu                                                                   | Amar en tiempos revueltos | Nominada   |
| 2008 | Premio DULCINEA,Castella - la Manxa                                           | Actriu revelació                                                                | Amar en tiempos revueltos | Guanyadora |
| 2008 | Premis "Vieira de plata", Galícia                                             | Actriu revelació                                                                | Amar en tiempos revueltos | Guanyadora |
| 2010 | XVII Festival internacional de jóvenes realizadores de Granada (FIJR Granada) | Menció especial del Juratper la seva "excel·lent interpretació" al curtmetratge | Adiós, muñeca             |            |
| 2010 | Festival Europeo VINOS de Castella - la Manxa                                 | Millor actriu                                                                   | Adiós, muñeca             | Guanyadora |
| 2010 | Festival DUNAS de cine y video de Fuerteventura                               | Millor actriu                                                                   | Adiós, muñeca             | Guanyadora |
| 2010 | Festival EL SECTOR de Madrid                                                  | Millor actriu                                                                   | Adiós, muñeca             | Guanyadora |
| 2010 | Kimera Internacional Film Festival de Campobasso (Itàlia)                     | Millor actriu                                                                   | Adiós, muñeca             | Guanyadora |
| 2012 | Premi IMAXE                                                                   | En suport i agraïment a la trajectòria professional (Galícia)                   |                           |            |